# Никола Казанджиев
Никола Георгиев Казанджиев (на испански: Nicolás Kazandjieff) е български публицист, общественик и революционер, деец на Вътрешната македоно-одринска революционна организация и на Комунистическата партия на Аржентина.

## Биография
Казанджиев е роден на 23 март 1879 година или в 1880 година  в Радовиш, тогава в Османската империя. В 1898 година става български учител в струмишкото село Дабиля и в 1899 година Стоян Георгиев го привлича в редиците на ВМОРО. В същата година сътрудничи на Гоце Делчев, който е в Струмишко. От 1900 година до края на 1902 година работи в Радовиш, където е ръководител на местната революционна организация. Заради революционната си дейност е осъден от османските власти задочно на 101 години затвор. През декември 1902 година напуска Македония и се установява в София, където остава до март следващата година. През тези няколко месеца в Свободна България Казанджиев работи по монтирането на оръжие във военен арсенал на ВМОРО, което по-късно оръжието е прехвърлено в Македония. През април 1903 година като четник в четата на войводата Коста Мазнейков участва в ожесточените въоръжени сблъсъци с османската армия на връх Плачковица. През май същата година участва в боевете при Смърдешник, а през юни на планината Асанли.
Участва в Илинденско-Преображенското въстание. След потушаването на въстанието събира храна и дрехи за македонските бежанци в България. Осигурява и безпроблемното преминаване на чети през границата и участва в реорганизацията на революционните сили.
След общата амнистия на участниците във въстанието в 1904 година, се завръща в Радовиш. В 1905 година в споразумение с ръководителите на Струмишкия революционен окръг Казанджиев отново е назначен за учител в Дабиля, но владиката Герасим Струмишки не потвърждава назначението му и Казанджиев се връща в Радовиш при родителите си.
Останал без работа и изпаднал в бедност, на 31 декември 1905 година заминава с кораб от Солун за Аржентина, където работи като общ работник. Там от 1907 до 1919 година е член на Аржентинската социалистическа партия, а от 1919 на - Аржентинската комунистическа партия. В 1907 година основава Македоно-одринското братство, чийто председател е в периода 1907 - 1908 година. Формира в 1924 година Македоно-българска комунистическа група от емигранти от Македония и Княжество България. В периода 1923-1930 година е член на Централния комитет на АКП.
От 1936 година до 1939 година Казанджиев заедно с доктор Тома Давидов] издава в Буенос Айрес вестник „Народна трибуна“. Взима активно участие в основаването и дейността на Македонския комитет в помощ на антифашистките движения в 1941 година. През 1942 година той провежда първия конгрес на славяните в Аржентина.
В 1948 година се установя в Скопие, Народна република Македония. Правителството в Скопие го награждава с възпоменателен медал „Илинден 1903“. В 1963 година се мести в България и живее в София.
Никола Казанджиев умира в София на 19 март 1971 година, като оставя спомени.